# Клаудіо Браво (футболіст, 1997)
Клаудіо Ніколас Браво (ісп. Claudio Nicolás Bravo, нар. 13 березня 1997, Ломас-де-Самора, Аргентина) — аргентинський футболіст, фланговий захисник клубу МЛС «Портленд Тімберз».

## Ігрова кар'єра

### Клубна
Клаудіо Браво є вихованцем футбольної академії клубу «Банфілд». 24 вересня 2017 року у матчі чемпіонату Аргентини проти «Росаріо Сентраль» Браво дебютував у першій команді «Банфілда».
У грудні 2020 року футболіст перейшов до клубу МЛС «Портленд Тімберз» і підписав з клубом довготривалий контракт. Першу гру в новій команді захисник провів 7 квітня 2021 року у Лізі чемпіонів КОНКАКАФ проти гондураського «Марафону». Через два тижні у матчі проти «Ванкувер Вайткепс» Браво дебютував у турнірі МЛС.

### Збірна
Клаудіо Браво брав участь в Олімпійських іграх 2020 року у Токіо. На турнірі провів два матчі.